# Klasa betonu
Klasa betonu – określenie jakości i typu betonu wykorzystujące wytrzymałość na ściskanie. Badanie wykonuje się według normy PN-EN 13791. Próbę wytrzymałości na ściskanie przeprowadza się na kostkach sześciennych lub walcach. Zapis klasy betonu można wyrazić symbolem Cxx/yy, gdzie:
xx – {\displaystyle f_{ck}} wytrzymałość charakterystyczna w MPa przy ściskaniu próbki walcowej o średnicy 15 cm i wysokości 30 cm, określonej po 28 dniach
yy – {\displaystyle f_{ck,cube}} wytrzymałość charakterystyczna w MPa przy ściskaniu próbki sześciennej o wymiarach boków 15×15×15 cm, określonej po 28 dniach
Zapis C20/25 oznacza, że beton ma wytrzymałość na ściskanie kostki sześciennej - 25 MPa oraz walca - 20 MPa. Można zrealizować również badanie wytrzymałości betonu w konstrukcji (bez wycinania próbki). W tym celu można wykorzystać metodę sklerometryczną młotka Schmidta lub metodę przyczepności metodą pull-off. 
Klasy wytrzymałości na ściskanie betonu zwykłego i betonu ciężkiego
C8/10, zbliżona do dawnej klasy B10
C12/15, zbliżona do dawnej klasy B15
C16/20, zbliżona do dawnej klasy B20
C20/25, zbliżona do dawnej klasy B25
C25/30, zbliżona do dawnej klasy B30
C30/37, zbliżona do dawnej klasy B37 (także B35 oraz B40 według "PN-S-10042:1991" - norma mostowa)
C35/45, zbliżona do dawnej klasy B45
C40/50, zbliżona do dawnej klasy B50
C45/55, zbliżona do dawnej klasy B55
C50/60, zbliżona do dawnej klasy B60
C55/67
C60/75
C70/85
C80/95
C90/105
C100/115
Beton klas C55/67 wzwyż jest określany jako beton wysokowartościowy (wysokowytrzymały, BWW).
Klasy wytrzymałości betonu lekkiego
LC8/9
LC12/13
LC16/18
LC20/22
LC25/28
LC30/33
LC35/38
LC40/44
LC45/50
LC50/55
LC55/60
LC60/66
LC70/77
LC80/88
Beton klas LC55/60 wzwyż jest określany jako beton wysokowartościowy (wysokowytrzymały, BWW).
Według dawnej normy budowlanej klasę betonu oznaczono literą B i liczbą wyrażającą wartość wytrzymałości gwarantowanej {fGc,cube} na ściskanie w MPa (według PN-B-03264:2002 Konstrukcje betonowe, żelbetowe i sprężone. Obliczenia statyczne i projektowanie).

Norma PN-B-03264 została w 2004 r. uzupełniona poprawką (PN-B-03264:2002/Ap1 2004) zgodnie z którą np. beton oznaczony jako B-25 jest odpowiednikiem betonu klasy C20/25.